# Michael Jackel
Michael Jackel  (nacido el 19 de octubre de 1959 (65 años) en Vancouver, Canadá)  es un exjugador de baloncesto alemán. Con 1.99 de estatura, jugaba en la posición de alero. 

## Equipos
- 1982  MTV Wolfenbüttel
- 1982-1985 ASC 1846 Gottinga
- 1985-1988 BSC Saturn Colonia
- 1988-1989 DBV Charlottenburg
- 1989-1990 BSC Saturn Colonia
- 1990-1997 Brose Bamberg
- 1997-1999 Braunschweig